# Мариљанела
Мариљанела (итал. Mariglianella) је насеље у Италији у округу Напуљ, региону Кампанија.
Према процени из 2011. у насељу је живело 6509 становника. Насеље се налази на надморској висини од 26 м.

## Становништво
| 1931. | 1936. | 1951. | 1961. | 1971. | 1981. | 1991. | 2001. | 2011. |
| ----- | ----- | ----- | ----- | ----- | ----- | ----- | ----- | ----- |
| 2.818 | 2.996 | 3.689 | 3.863 | 4.088 | 4.645 | 5.393 | 6.199 | 7.572 |